# Croxley Green
Croxley Green is een civil parish in het bestuurlijke gebied Three Rivers, in het Engelse graafschap Hertfordshire met 12.562 inwoners.